# Раймонд Адеола
Раймонд Оламілекан Адеола (англ. Raymond Olamilekan Adeola; нар. 12 травня 2001, Абуджа, Нігерія) — нігерійський футболіст, півзахисник клубу Вищої ліги Білорусі «Динамо» (Мінськ).

## Життєпис

### «Гомель»
Вихованець нігерійської футбольної академії Аруни Бабангіди, ким і був перший тренер футболіста. Першим професійним клубом для футболіста стала молдовська «Суклія», в якій Раймонд перебував у період з 2020 до 2021 року. У березні 2021 року перейшов до білоруського клубу «Гомель». Дебютував за клуб 22 червня 2021 року в Кубку Білорусі проти «Орші». У чемпіонаті дебютував 15 серпня 2021 року в матчі проти гродненського «Німану», вийшов на заміну на 80-й хвилині матчу. Сам же футболіст продовжував успішно виступати у дублюючому складі гомельського клубу. Так у 24 турі чемпіонату дублерів гравець оформив хет-трик у ворота дублерів із берестейського «Динамо». За підсумками сезону 2021 року відзначився 20 забитими м'ячами та став другим бомбардиром турніру дублерів.
Новий сезон 2022 року розпочав як гравець основної команди, допоміг вибити мінське «Динамо» з Кубку Білорусі та вийшов до півфіналу турніру. У чемпіонаті також відіграв свій перший повний матч 20 березня 2022 проти дзержинського «Арсеналу». 11 квітня 2022 року в матчі проти «Білшини» відзначився двома результативними передачами. Першим голом у Вищій лізі відзначився 22 квітня 2022 року в поєдинку проти борисовського БАТЕ. 27 квітня 2022 року у півфінальному матчі-відповіді Кубку Білорусі поступився з командою одним м'ячем «Вітебську», однак за сумою двох матчів вийшов у фінал турніру. Став володарем Кубку Білорусі, здолав у фіналі борисівський БАТЕ, де футболіст на 67-й хвилині матчу віддав результативну передачу, завдяки якій гомельці вирвалися вперед у рахунку. Свій дебютний матч у європейському кубку зіграв 21 липня 2022 року у другому кваліфікаційному раунді проти грецького «Аріса», де на початку матчу прийняв подачу, віддав ппс на Яна Аффі, який потім рикошетом від гравця суперника відправив м'яч у ворота.

### «Родіна»

#### Сезон 2022/23
У серпні 2022 року перейшов до російського клубу «Родіна». Сума трансферу становила близько 80 тисяч євро. Весь серпень 2022 року футболіст провів у «Гомелі», підтримуючи форму, поки оформлювалися всі необхідні документи для безперешкодного переїзду до російської команди. Офіційно представлений російським клубом 3 вересня 2022 року. Дебютував за клуб 11 вересня 2022 року у матчі проти «Акрона», вийшов у стартовому складі та відіграв весь матч. У січні 2023 року агент футболіста повідомив, що футболіст змінює клуб на права річної оренди. За інформацією джерел у січні 2023 року футболіст був близьким до переходу до мінського «Динамо». Незабаром агент футболіста підтвердив, що той стане гравцем мінського клубу, хоча інтерес також був і з боку кіпрських клубів. Через декілька днів за повідомленнями джерел трансфер гравця до білоруського клубу не відбувся. У березні 2023 року футболіста прооперували, через що вибув із розпорядження російського клубу до кінця сезону.

#### Оренда в «Гомель»
Влітку 2023 року знову почала з'являтися інформація про те, що футболіст може повернутися до «Гомеля» на правах орендної угоди до кінця сезону. У серпні 2023 року футболіст офіційно повернувся до білоруського клубу в оренду до кінця сезону. Перший матч зіграв 12 серпня 2023 року проти новополоцького «Нафтана», вийшов на поле в стартовому складі. Першою результативною дією за клуб відзначився 22 серпня 2023 року в поєдинку проти гродненського «Німану», віддав гольову передачу. Став найкращим гравцем клубу за підсумком серпня 2023 року. Першим голом у сезоні відзначився 22 вересня 2023 року в матчі проти «Мінська». Також футболіст визнавався найкращим гравцем клубу за підсумками вересня та жовтня 2023 року. Протягом сезону був у клубі ключовим гравцем, відзначився 3-ма забитими м'ячами та 6-ма результативними передачами. За підсумком сезону разом із клубом завершив чемпіонат на підсумковому шостому місці. Після закінчення терміну орендної угоди футболіст залишив білоруський клуб.

### «Динамо» (Мінськ)
У грудні 2023 року з'явилася інформація, що футболіст разом із російським клубом вирушив на збори після повернення з оренди. У лютому 2024 року з'явилася інформація, що футболіста може орендувати мозирської «Славії». Згодом футболіст повідомив, що приєднатися на правах оренди до одного з білоруських клубів, де окрім мозирської «Славії» також були «Гомель», мінське «Динамо» та солігорський «Шахтар». Незабаром у лютому 2024 року футболіст вільним агентом офіційно приєднався до мінського Динамо (футбольний клуб, Мінськ), підписав контракт до кінця сезону. Дебютував за клуб футболіст 2 березня 2024 року в матчі за Суперкубок Білорусі, де в серії пенальті поступилися жодинському «Торпедо-БелАЗ». Перший матч у чемпіонаті зіграв 16 березня 2024 року проти «Сморгоні», вийшов на заміну на 40-й хвилині та відзначився дебютними голами, оформив дубль.

## Досягнення
«Гомель»
- Кубок Білорусі
  -  Володар (1): 2021/22

«Динамо» (Мінськ)
- Білоруська футбольна вища ліга
  -  Чемпіон (1): 2024